# Vince McMahon
Vincent Kennedy McMahon (Pinehurst (North Carolina), 24 augustus 1945) is een Amerikaans voormalig promotor in het professioneel worstelen en mediamagnaat. Van 1982 tot aan 2022 diende hij als Chief Executive Officer (CEO) van de World Wrestling Entertainment, het grootste bedrijf ter wereld op het gebied van professioneel worstelen en sportentertainment.

## Jeugdjaren
Vincent Kennedy McMahon is geboren in Pinehurst, North Carolina. Hij ging naar de Fishburne Military School in Waynesboro, Virginia. Hij studeerde af van de East Carolina University in 1968 met een graad in Business Administration/Marketing. Hij trouwde met Linda Edwards, die aan dezelfde universiteit studeerde, in zijn derde jaar in 1966, werd zijn zoon Shane McMahon geboren in 1970.
Vince werd opgevoed als Vinnie Lupton. Zijn moeder Victoria 'Vicki' Lupton hertrouwde nadat haar eerste huwelijk met de befaamde worstelpromotor Vincent James McMahon mislukte tijdens de Tweede Wereldoorlog. Vince heeft ook een iets oudere halfbroer Rodney McMahon, die in de staalindustrie in Texas werkt.
Vince ontmoette zijn biologische vader Vincent James McMahon pas toen hij twaalf was. Hij woonde in een woonwagenpark in Havelock, North Carolina en had alleen een heleboel stiefvaders gekend die hem mishandelden, tot zijn moeder onthulde dat zijn vader Vincent J. McMahon was. Het bedrijf van McMahon, de World Wide Wrestling Federation (WWWF) en het moederbedrijf Capitol Wrestling Corporation hadden het professionele worstelen in het noordoosten van de Verenigde Staten gedomineerd tijdens het midden van de 20e eeuw, toen de worstelindustrie nog verdeeld was in strikte regionale onderverdelingen.
Vader en zoon kregen snel een band. De oudere McMahon gaf zijn zoon, die toen een zwoegende reizende zakenman was, een kans in Bangor, Maine. In 1971, promootte hij zijn eerste worstelshow daar. In 1972 ging McMahon jr. als toevoeging aan het promoten play-by-play televisiecommentaar leveren voor de WWWF, maar promotie had zijn werkelijke interesse.

## Carrière
Tijdens de jaren 70 werd McMahon een belangrijke kracht in zijn vaders bedrijf, en verdrievoudigde de televisietijd voor de WWWF en probeerde het bedrijf te hernoemen tot de World Wrestling Federation (WWF). De jonge McMahon zorgde ook voor de beroemde match tussen Muhammad Ali vs. Antonio Inoki in 1976, het jaar dat zijn dochter Stephanie werd geboren. In 1979 werd de WWWF de WWF en kocht Vincent K. het Cape Cod Coliseum, waar zowel ijshockey- als worstelevenementen gehouden werden. In 1980, begon hij Titan Sports, Inc., waarmee hij uiteindelijk de Capitol Wrestling Corporation van zijn vader zou kopen in 1982.
Tegen de wensen in, die zijn vader had geuit, begon McMahon aan een proces van nationale expansie die uiteindelijk de zaken fundamenteel zou veranderen. In 1983 had Vince de volledige controle en bezit van de WWF en zijn toekomstige richtingen, omdat hij al zijn vaders voormalige partners had uitgekocht, waaronder de legendarische Gorilla Monsoon. Als deel van deze deal, beloofde Vince Monsoon een baan voor de rest van zijn leven, en Monsoon bleef inderdaad betrokken bij de WWF tot zijn dood. Vinces vader overleed in 1984. Het eerste wat hij deed als de volledige eigenaar van de WWF was zich afscheiden van de National Wrestling Alliance, omdat zijn visie van een nieuwe, nationale worstelpromotie niet samengingen met hun ouderwetse filosofie van het promoten.
In Rocky III, begon Hulk Hogan zijn nieuwe status als beroemdheid en keerde terug naar Vince McMahons geheel nieuwe WWF. Hogan won het WWF Championship op 23 januari 1984, slechts weken na zijn terugkeer, en McMahon hield Hogan voor, een mainstream entertainment icoon te zullen worden, waarbij Hogan werd geportretteerd als de all-American goede persoon. Daar stopte het niet bij, hij nodigde rock- en popsterren zoals Alice Cooper en Cyndi Lauper uit om deel te nemen, in diverse angles, wat zou worden genoemd: "de Rock 'n' Wrestling Connection". De populariteit van de WWF groeide exponentieel toen MTV worstelen vaak in hun programmering opnam om het gebruik van muzieksterren en andere beroemdheden in de worstelwereld te volgen. McMahon noemde de inmenging van andere soorten entertainment zoals muziek en films met worstelen, Sports Entertainment. Met Hulk Hogan als deelnemer en McMahon als de promotor, brachten de twee de pro-wrestlingwereld tot een hoogte die niemand ooit voor mogelijk had gehouden.
Rond diezelfde tijd, gaf McMahon publiekelijk het geheim achter kayfabe in pro wrestling prijs: dat de uitkomst van tevoren worden bepaald, bewegingen gepland en geoefend worden en dat worstelaars gimmicks spelen, zoals in Hollywood acteurs dat doen. Hoewel dit in het algemeen bekend was bij de meeste worstelfans, brak het toegeven hiervan het laatste taboe van de oude manier van worstelen en zorgde dit dat McMahon niet geliefd werd bij old-school fans, worstelaars en promotors, die toch al boos waren op McMahon omdat hij had gebroken met de oude manier van de NWA. De toenmalige NWA kampioen Harley Race uitte zijn frustraties naar McMahon en de WWF; toen hij een show in zijn thuisstad promootte, probeerde hij een WWF-ring in brand te steken. Interessant genoeg ging Race zelf twee jaar later ook over naar de WWF waar hij "King" Harley Race werd.
Het hoogtepunt van de Rock 'n' Wrestling Connection was de eerste WrestleMania in Madison Square Garden in New York. McMahon promootte dit evenement in het hele land op een gesloten tv-circuit (pay-per-viewtechnologie was nog niet voldoende ontwikkeld) en stak al het geld van het bedrijf en hemzelf in dit project wat gezien werd als een vergezocht idee. De investering loonde en de eerste WrestleMania was een gigantisch financieel succes. De show werd een jaarlijks evenement, dat ieder jaar in maart of april gehouden wordt. WrestleMania II was een nog groter succes vooral door de wedstrijd tussen Adrian Adonis (†) en Uncle Elmer (†) en het stalen kooigevecht tussen King Kong Bundy en Hulk Hogan. WrestleMania III werd een nog groter evenement waar Hulk Hogan als enige worstelaar ooit, Andre the Giant versloeg, in een wedstrijd om het kampioenschap. Ook de toen beruchte 'corrupte' scheidsrechter Danny Davis deed mee in een 'tag team' wedstrijd samen met de Hart Foundation met als manager Jimmy Hart tegen de British bulldogs (Davey Boy Smith {†} en the "Dynamite Kid") samen met Tito Santana. Danny Davis kreeg het pak slaag van zijn leven, maar 'pinde' toch Davey Boy Smith door hem neer te slaan met de megafoon van de manager Jimmy Hart. Dit 'resultaat' zorgde ervoor dat de onervaren Davis nog aan wat wedstrijden mocht meedoen, met echter weinig succes. Wrestlemania III, IV, etc. zaten vol met spannende wedstrijden. McMahon volgde het succes van dit evenement op door een serie van andere jaarlijkse pay-per-viewevenementen te lanceren, waaronder Survivor Series, ieder jaar rond Thanksgiving gehouden, SummerSlam in 1988 en de Royal Rumble in 1989.
McMahon breidde ook uit buiten het worstelen en richtte een bodybuilding bedrijf op, genaamd de World Bodybuilding Federation (WBF). Rond dezelfde periode werden sommige die-hard NWA-bedrijven gerund door Jim Crockett Jr., flink geschaad door McMahons tactieken om Crocketts shows te ondermijnen. Hij dreigde de PPV-bedrijven dat hij zijn WrestleMania niet aan ze zou verkopen als ze Crocketts shows zouden uitzenden en hij plaatste zijn shows direct tegenover die van Crockett (een tactiek die Ted Turner en Eric Bischoff later op McMahon zouden toepassen). Samen richtten zij WCW op.
Rond 1992 begonnen dingen te veranderen. De WBF ging failliet omdat het bedrijf verdacht werd van steroïden misbruik en zowel de worstelaars als bodybuilders van McMahon kwamen onder vuur te liggen. Rond 1994 kwamen de dingen langzaam in het voordeel van WCW te liggen, zeker toen ze een contract sloten met Hulk Hogan.
Er werd een rechtszaak aangespannen tegen McMahon in 1994, waarin hij ervan beschuldigd werd steroïden uit te delen onder zijn worstelaars. Vanwege wettelijke verplichtingen werd zijn vrouw Linda, de directeur van de WWF tijdens het proces. Hij werd vrijgesproken van alle aantijgingen, maar gaf later toe dat hij zelf steroïden had gebruikt in de jaren 80. De officier maakte Hulk Hogan tot zijn belangrijkste getuige en zijn verklaring in het proces schaadde de vriendschap tussen de twee, hoewel Hogans verklaring McMahon verdedigde. Na Hogans verklaring, ging McMahon naar de media en verklaarde dat hij had gewild dat Hogan niet over hem gelogen had op het getuigenbankje. McMahons reden om dit te zeggen bleek later te zijn dat hij wilde dat Hogan als een slecht mens gezien werd voor hij naar WCW ging. Ondanks het feit dat hij niet veroordeeld werd, werden McMahon en de WWF wel ernstig geschaad door het proces. De populariteit van de WWF verminderde sterk vanaf dat punt, vooral omdat er slechte ideeën en matches werden gemaakt in de gedwongen afwezigheid van Vince.

### Mr. McMahon
In 1997 verloren de WWF en zijn belangrijkste show op het USA Network Monday Night Raw de slag om de kijkcijfers consequent van WCW en zijn nieuwe show WCW Monday Nitro, die voor het eerst werd uitgezonden in september 1995. Ondanks dat de fans smachtten naar minder over-the-top gimmicks in tegenstelling tot Patriot en Doink the Clown, weigerde een terugkerende McMahon dit, en daalde de kwaliteit van het WWF-product. WWF zagen McMahon nu meer als een enthousiaste omroeper in plaats van de eigenaar van de WWF, ook al werd er geen geheim van gemaakt dat hij Bret Hart een loer draaide in verband met de WWF-titel. Dit was ook de eerste keer dat Vince een heel werd.
Na de Survivor Series van 1997 en zijn deelname in de Montreal Screwjob, voegde McMahon zichzelf toe als deel van de WWF Show als het heetgebakerde karakter "Mr. McMahon", de eigenaar die zich mengde in de zaken van andere worstelaars die favoriet bij de fans waren. Hij verleidde verschillende worstelaars tot toetreding in zijn corrupte groep The Corporation, wat uiteindelijk leidde tot de Austin vs. McMahon feud waarbij de populaire bier-drinkende Stone Cold Steve Austin McMahons autoriteit iedere week tartte tijdens RAW. Dit leidde tot een hernieuwde groei in de zaken. In de lente van 1998 werd de WWF de leider in de kijkcijfers en stond dit nooit meer af. Als face of heel speelde het Mr. McMahon karakter een belangrijke rol voor de camera, waarbij hij een feud startte met topsterren zoals The Undertaker, The Rock en Triple H. Hij werd zelfs WWE Champion in een bepaalde verhaallijn. In de verhaallijnen zouden de leden van zijn directe familie ook een rol gaan spelen, zoals Stephanie, Shane en Linda.

### Het nieuwe millennium en de geboorte van WWE
In 1999 bracht McMahon de WWF naar de beurs, de McMahon familie behield een groot deel van de aandelen en Forbes schatte hem dan ook op een netto vermogen van $700 miljoen.
In 2001 veranderde het worstelen in Noord-Amerika radicaal toen de WWF zijn belangrijkste tegenstander WCW kocht. McMahon kocht toen ook de rechten op de video's van ECW en hun trademarks. Met deze aankopen creëerde McMahon de grootste en praktisch enige grote pro-wrestlingorganisatie in Noord-Amerika.
In mei 2002 veranderde McMahon de naam van de WWF naar World Wrestling Entertainment (WWE) vanwege een voortslepende rechtszaak met het Wereld Natuur Fonds over het gebruik van de WWF initialen. Uiteindelijk huurde McMahon zijn rivaal, voormalige WCW president Eric Bischoff in voor een rol op televisie als de General Manager van RAW, en eindigde zo uiteindelijk de rivaliteit tussen WCW en WWF.

### Terugkeer op televisie
Na vetes met Ric Flair, een terugkerende Hulk Hogan en the Undertaker, werd McMahons televisiekarakter minder belangrijk gedurende twee jaar. Na WWE Homecoming kreeg zijn karakter weer een grotere rol. Hij spande samen met Shane, Linda en Stephanie McMahon. Zijn personage op televisie pakte opnieuw de feud met Steve Austin op. Kort daarna begon hij een feud met Shawn Michaels en Triple H, wat leidde tot de terugkeer van D-Generation X. Zijn verhaallijnen op televisie betrokken hem ook in het ontslaan van Jim Ross en General Manager van RAW Eric Bischoff. Mr. McMahon werd de interim General Manager van RAW, hoewel hij zijn belangrijkste taken afstond aan de "Executive Assistant" Jonathan Coachman.
Op 14 maart 2008 werd Vince McMahon wegens uitzonderlijke verdiensten in de entertainment industrie geëerd met een ster op de beroemde Hollywood Walk of Fame.

## Dvd
Op 22 augustus 2006 wordt een dubbel-dvd uitgebracht over de carrière van McMahon. De dubbel-dvd is getiteld McMahon.

## Persoonlijk leven
Vince trouwde met Linda Edwards (Linda McMahon) op 6 augustus 1966. De twee ontmoetten elkaar in de kerk toen Linda 13 was en Vince 16. Ze werden aan elkaar voorgesteld door de moeder van Vince. Ze hebben twee kinderen: Stephanie en Shane. Hij heeft totaal 6 kleinkinderen, 3 kinderen van Shane, en 3 van Stephanie en haar echtgenoot, WWE worstelaar Triple H. Linda werd in 2025 minister van onderwijs onder Donald Trump.

## Trivia
Tijdens een gesprek met Joe Rogan onthulde Kurt Angle dat zijn ex-werkgever, Vince McMahon, van plan is om de rijpe leeftijd van 120 jaar te bereiken. Deze ambitieuze levensverwachting is niet zonder grond. Een van McMahon’s ouders leefde tot na de leeftijd van 100, wat de hem doet geloven dat hij mogelijk nog vele jaren voor de boeg heeft. In datzelfde interview gaf Angle aan dat McMahon 'maar twee uurtjes' per nacht slaapt, en 'om één uur' in de nacht gaat trainen.

## In worstelen
- Finishers
  - The MacElbow / The Corporate Elbow / Vince's Elbow (Elleboog drop)
  - The MacStunner / The Corporate Stunner (Stunner)
- Signature moves
  - Atomic Leg drop
  - Enkel Greep
  - The MacWonder (Klap in het kruis)
  - Kneeling low blow (van achteren)

### Gimmicks
Het "Mr. McMahon" karakter heeft meerdere gimmicks die een belangrijk deel van McMahons televisiepersoonlijkheid zijn geworden.

#### "Ontslagen"
In worstel verhaallijnen is een van McMahons meer opmerkelijke gimmicks de mogelijkheid om te ontslaan wie hij maar wil van welke functie of uit het bedrijf. Dit is een lijst met diegenen die hij heeft ontslagen.
- Kane (Kane werd snel opnieuw ingehuurd.)
- Mick Foley (als Commissioner, tweemaal)
- Paul Heyman (als een announcer voor Raw)
- Hulk Hogan (nadat was bewezen dat Hogan inderdaad "Mr. America" was)
- Kurt Angle (als SmackDown! General Manager en dwong hem om weer worstelaar te zijn)
- Eric Bischoff (toen de RAW show verloor van SmackDown! tijdens Survivor Series 2005, en omdat hij er in gefaald was om "zijn doelstellingen" te vervullen)
- Stone Cold Steve Austin (meerdere malen)
- Jim "JR" Ross (was de dupe omdat hij een vriend van Stone Cold's was. Ross moest van de televisie gehaald worden vanwege een darm operatie. Hij werd vervangen door Joey Styles en kwam weer terug toen Joey Styles ontslag nam.)
- Shawn Michaels (als Commissioner, hoewel Shawn Vince later duidelijk maakte dat hij niet ontslagen kon worden volgens zijn contract)
- The Undertaker (hoewel Linda McMahon hem een nieuw contract liet tekenen acht maanden later)
- Dude Love (omdat hij Steve Austin niet kon verslaan tijdens WWF In Your House: Over the Edge in 1998. Later die avond keerde Mankind terug.)
- Elke WWE fan - de avond dat Vince claimde dat hij iedere persoon die keek inhuurde, met als enige doel ze enkele secondes later te ontslaan.
- Randy Orton, maar in feite werd hij niet ontslagen. Voor Vince zijn woord "Fired" kon afmaken, werd Vince door Orton aangevallen en later zelfs bewusteloos raakte toen hij een trap tegen zijn keel-kaak kreeg. Hierdoor keerde zijn zoon Shane terug, maar kreeg hetzelfde lot.
- John Laurinaitis (als general manager)

Het ontslaan gebeurt meestal door heel overdreven te zeggen: "You're FIRED!"

#### Kiss My Ass Club
Een andere belangrijke gimmick van McMahon is de "Mr. McMahon's Kiss My Ass Club." Dit refereert aan diegenen die letterlijk de kont van Mr. McMahon hebben gekust, vaak onvrijwillig, of om hun baan te krijgen of te houden, of om toekomstige kansen op het kampioenschap veilig te stellen.
Het is een populaire kenmerkende gimmick bij de fans, ondanks de karakterstatus (face of heel) die Vince McMahon op dat moment speelt. Het is vooral bedoeld voor een komisch moment. Sommige fans vinden deze gimmick onrespectabel voor degenen die eraan deelnemen, vooral voor mensen die al een lange tijd voor de WWE werken zoals Jim Ross en Shawn Michaels.
William Regal was het eerste lid van de club, en is tot vandaag de enige die vrijwillig lid werd. WWE RAW omroeper Jim Ross is het tweede lid en werd ertoe gedwongen toen McMahon hem zag lachen; the Undertaker leek hem te komen redden, maar maakte zijn laatste heel turn tot nu toe, toen hij JR's gezicht tegen het achterste van McMahon duwde.
Tijdens McMahons vete met Shawn Michaels werd de "Heartbreak Kid" gedwongen om lid te worden van de club nadat hij bewusteloos was geslagen met een stalen stoel toen hij Mary Janetty probeerde te redden om zo te voorkomen dat hij door Chris Masters bij de club zou komen. Shane McMahon duwde de bewusteloze Michaels met zijn gezicht tegen zijn achterwerk. De oudere McMahon probeerde Michaels nogmaals zijn kont te laten kussen tijdens WrestleMania 22, maar ditmaal kreeg Michaels de overhand en duwde hij Shane tegen het achterste van zijn onwetende vader.
Meerdere pogingen om anderen lid te laten worden van de "Kiss My Ass Club" hebben gefaald, waaronder Zach Gowen, Stone Cold Steve Austin, Trish Stratus, Marty Janetty en meest recent Triple H. Stratus werd gered door The Rock, Gowen en Austin sloegen McMahon in het kruis, terwijl Triple H hem zijn Pedigree gaf. In toevoeging hierop werd Eric Bischoff de kans gegeven om lid te worden van de Kiss My Ass club in 2003, maar hij weigerde. McMahon gaf Bischoff toen de kans om het eerste lid van de "Vince McMahon Kick Your Ass Club" te worden toen hij Bischoff de kans gaf om tegen "Stone Cold" Steve Austin te vechten tijdens No Way Out 2003 op PPV.

## Andere media
In 2001 werd Vince McMahon geïnterviewd door Playboy voor de tweede editie van Playboy Magazine van dat jaar.
In maart 2006 (zestig jaar oud) stond McMahon op de voorkant van Muscle & Fitness magazine waarbij zijn getrainde lichaam showde. In de maanden na de publicatie was dit te zien in McMahons kantoor tijdens fragmenten achter de schermen. Een grote versie van de cover werd gebruikt als wapen tijdens McMahons match met Shawn Michaels tijdens WrestleMania 22 en werd onthoofd door D-Generation X tijdens hun reünie tijdens een aflevering van RAW.

## Prestaties
- The Baltimore Sun

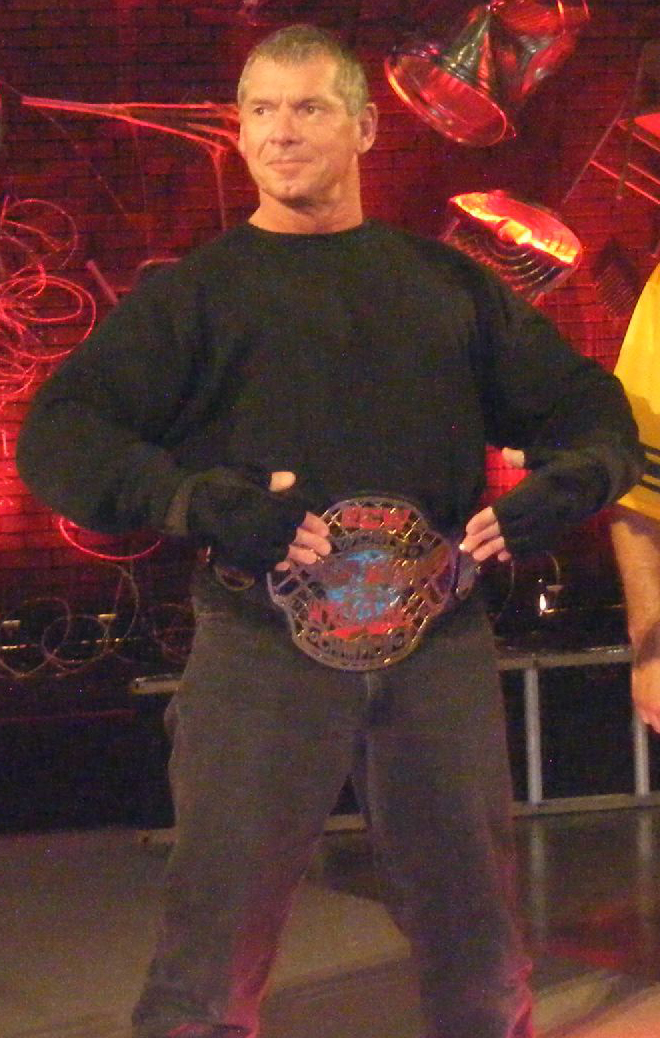
McMahon als ECW World Champion.

  - Best Non-wrestling Performer of the Decade (2010)
- Professional Wrestling Hall of Fame en Museum
  - Class of 2011
- Pro Wrestling Illustrated
  - PWI Feud of the Year (1996) vs. Eric Bischoff

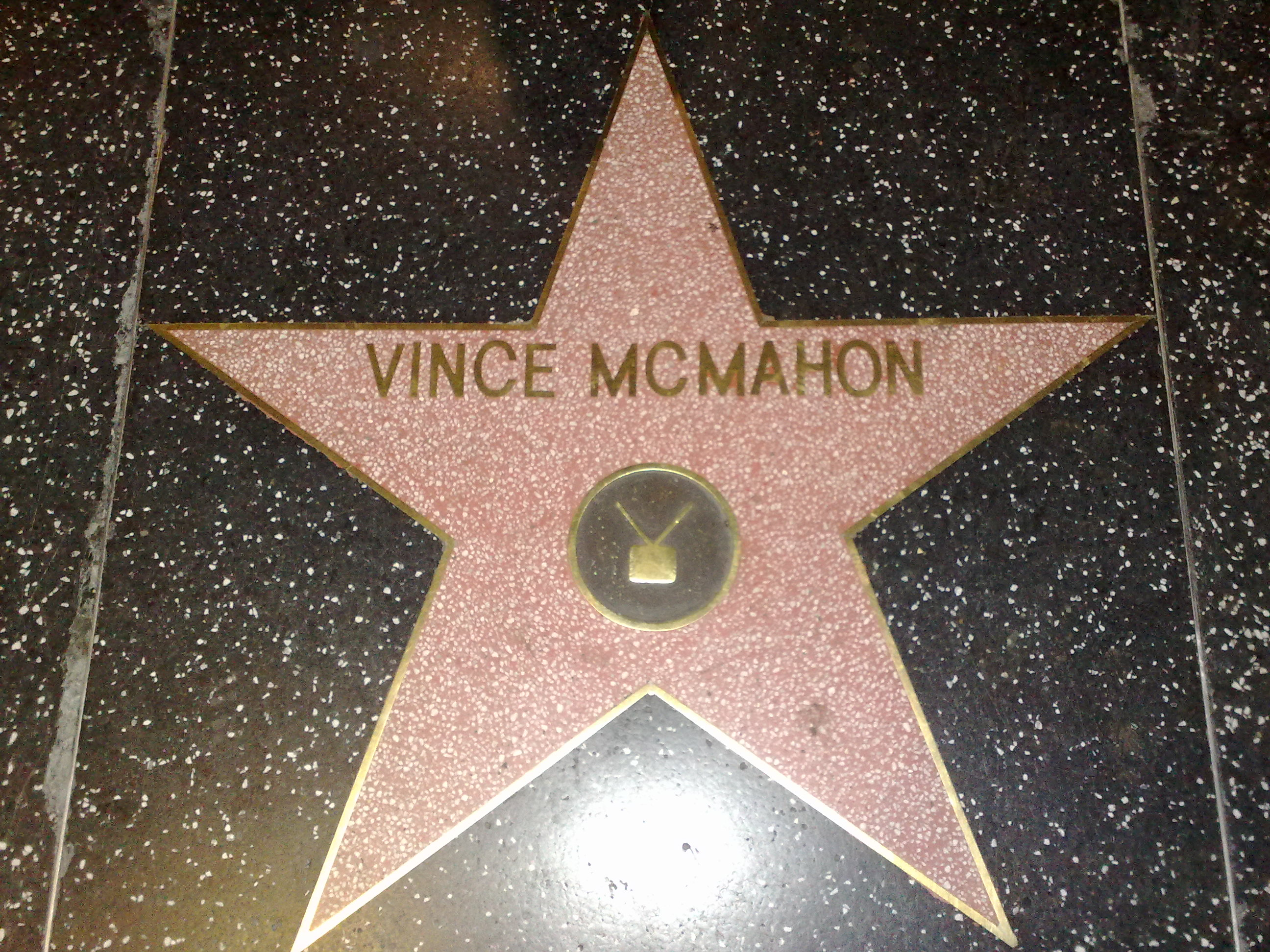
McMahon's ster op de Hollywood Walk of Fame.

  - PWI Feud of the Year (1998, 1999) vs. Steve Austin
  - PWI Feud of the Year (2001) vs. Shane McMahon
  - PWI Match of the Year (2006) vs. Shawn Michaels in een No Holds Barred match bij het evenement WrestleMania 22
- WWF/WWE
  - WWF Championship (1 keer)
  - ECW World Championship (1 keer)
  - Royal Rumble (1999)
- Wrestling Observer NewsletterMcMahon's ster op de Hollywood Walk of Fame.
  - Best Booker (1987, 1998, 1999)
  - Best Non-Wrestler (1999, 2000)
  - Best Promoter (1988, 1998–2000)
  - Feud of the Year (1998, 1999) vs. "Stone Cold" Steve Austin
  - Worst Feud of the Year (2006) met Shane McMahon vs. D-Generation X (Shawn Michaels en Triple H)
  - Wrestling Observer Newsletter Hall of Fame (Class of 1996)

### Andere prestaties
- Boys & Girls Clubs of America Hall of Fame (Class of 2015)
- Guinness World Records (GWR) – Oudste WWE Champion (September 1999)
- Eredoctoraat van Humane Letters graad van Sacred Heart University
- Ster op de Hollywood Walk of Fame (2008)